# Бинцен
Бинцен (њем. Binzen) општина је у њемачкој савезној држави Баден-Виртемберг. Једно је од 35 општинских средишта округа Лерах. Према процјени из 2010. у општини је живјело 2.879 становника. Посједује регионалну шифру (AGS) 8336008.

## Географски и демографски подаци
Бинцен се налази у савезној држави Баден-Виртемберг у округу Лерах. Општина се налази на надморској висини од 284 метра. Површина општине износи 5,8 km².

## Становништво
У самом мјесту је, према процјени из 2010. године, живјело 2.879 становника. Просјечна густина становништва износи 496 становника/km².